# Mùa bão Tây Nam Ấn Độ Dương 2021–22
Mùa bão Tây Nam Ấn Độ Dương 2021–22 là một sự kiện đang diễn ra trong chu kỳ hàng năm về sự hình thành các xoáy thuận nhiệt đới. Mùa bão chính thức bắt đầu vào ngày 20 tháng 01. Những ngày này thường phân định giai đoạn mỗi năm khi xoáy thuận nhiệt đới và xoáy thuận cận nhiệt đới hình thành trong lưu vực, nằm ở phía tây 90°Đ và phía nam xích đạo. Xoáy thuận nhiệt đới và cận nhiệt đới trong lưu vực này được theo dõi bởi Trung tâm Khí tượng Chuyên ngành Khu vực ở Réunion.

## Dòng thời gian
Cơn bão đầu tiên của mùa, Bão nhiệt đới vừa phải Ana , được hình thành như một vùng thời tiết bị xáo trộn vào ngày 20 tháng 1 năm 2022, đánh dấu hệ thống đầu tiên mới nhất trong mùa bão Tây Nam Ấn Độ Dương từ trước đến nay.  Cơn bão thứ hai và mạnh nhất trong mùa, Bão Batsirai , hình thành vào ngày 24 tháng 1 và trở thành một cơn bão mạnh và tồn tại lâu dài. Nó di chuyển về phía tây và cuối cùng đổ bộ vào Madagascar với cường độ bão tương đương cấp 3. Trong khi Batsirai tác động đến Madagascar, Vách đá Bão nhiệt đới vừa phải nhanh chóng hình thành nhưng vẫn nằm ngoài biển. Tiếp tục giai đoạn phát triển tích cực, bão nhiệt đới Dumako hình thành, mạnh lên và đổ bộ vào Madagascar sau đó.
Tuy nhiên, một cơn bão khác, bão Emnati, tấn công vùng cực nam Madagascar với cấp độ tương đương cấp 1 sau khi đạt đỉnh tương đương cấp 4 trước đó. Bão nhiệt đới dữ dội thứ ba, Bão Vernon, đi vào lưu vực với cấp độ tương đương cấp 4 sau khi mạnh lên rất nhanh ở khu vực lân cận Australia . Cơn bão nhiệt đới dữ dội thứ tư, Gombe, hình thành ngoài khơi Madagascar vào ngày 5 tháng 3. Ban đầu, cơn bão khó có thể mạnh lên vượt quá trạng thái bão nhiệt đới. Sau khi tấn công Madagascar, Gombe tiến vào eo biển Mozambique và nhanh chóng mạnh lên thành bão tương đương cấp 3. Sau đó, nó tấn công Mozambique, mang theo lượng mưa lớn đến cùng khu vực mà Ana đã tấn công vài tuần trước. Sau Gombe, Halima hình thành ở phía đông bắc bồn địa vào ngày 21 tháng 3. Nó dần dần mạnh lên thành Bão nhiệt đới dữ dội vào ngày 25 tháng 3, trước khi tan vào ngày 1 tháng 4. Sau đó, áp thấp cận nhiệt đới Issa hình thành ngay ngoài khơi bờ biển phía đông Nam Phi, một hiện tượng cực kỳ hiếm gặp. Nó tỏ ra nguy hiểm và rất nguy hiểm, giết chết hàng trăm người do lũ lụt thảm khốc. Cuối cùng, Jasmine hình thành gần Comoros vào ngày 21 tháng 4 trước khi đổ bộ vào tỉnh Nampula và Zambezia ngoài khơi Mozambique và mạnh lên nhanh chóng thành Bão nhiệt đới nghiêm trọng. Cơn bão đổ bộ vào Toliara trước khi nhanh chóng suy yếu thành áp thấp trên đất liền và tan vào ngày 27 tháng 4. Đầu tháng 5, Karim thành lập. Karim không ảnh hưởng đến đất liền và tiến vào khu vực Australia vào ngày 7 tháng 5.

## Danh sách bão

### Bão Ana
Mặc dù là một cơn bão yếu nhưng Ana đã gây ra lũ lụt tàn khốc ở Madagascar, Malawi và Mozambique, khiến tổng cộng 115 người thiệt mạng.  Trước khi trở thành bão nhiệt đới vừa phải, Ana đã đổ bộ vào đất liền dưới dạng áp thấp nhiệt đới ở Madagascar, gây mưa lớn dẫn đến lở đất và lũ lụt chết người; áp thấp nhiệt đới đã khiến 58 người tử vong.  Ước tính có khoảng 55.000 người trở thành vô gia cư và 130.000 người buộc phải chạy trốn đến các trung tâm cư trú tạm thời.  Tại Mozambique, ít nhất 20 người đã thiệt mạng và 10.000 ngôi nhà bị phá hủy. Thêm 20.000 người bị ảnh hưởng của bão.  Tại Malawi, 200.000 người đã phải di dời và 37 trường hợp tử vong đã được báo cáo, cùng với 22 người khác mất tích.  Lũ lụt thảm khốc đã gây ra thiệt hại nghiêm trọng cho cơ sở hạ tầng và đường dây điện, dẫn đến mất điện nghiêm trọng ở các khu vực bị ảnh hưởng.  Đập thủy điện Kapichira bị hư hỏng nặng do lũ quét. Vì điều này, chính phủ Malawi đã tuyên bố tình trạng thảm họa thiên nhiên.

### Bão Batsirai
Batsirai đã gây ra tác động lớn đến Mauritius, Réunion và Madagascar, gây thiệt hại 190 triệu USD và khiến 123 người thiệt mạng. Tại Mauritius và Reunion, ước tính có khoảng 43.500 ngôi nhà bị mất điện do bão.  Tổng cộng có 138 người tìm nơi ẩn náu tại các trung tâm sơ tán.  Các đường dây điện ở Madagascar cũng bị đánh sập. Thiệt hại về nông nghiệp ở Reunion ước tính lên tới 47 triệu euro (53,3 triệu USD).

### Bão Dumako
14 người chết vì Dumako, với 4.000 người phải di dời.

### Bão Emnati
Emnati đã gây ra tác động đến Mauritius, Réunion và Madagascar, gây thiệt hại khoảng 15 triệu USD và khiến 15 người thiệt mạng.

### Bão Gombe
Mozambique bị ảnh hưởng đặc biệt nặng nề bởi Gombe, với khoảng 736.000 người bị ảnh hưởng trực tiếp. Tổng cộng có 63 người chết và 108 người khác bị thương ở nước này. 

### Áp thấp cận nhiệt đới Issa
Cơn áp thấp này đã làm tình hình lũ lụt trong trận lũ thảm khốc ở KwaZulu-Natal, Nam Phi trở nên nghiêm trọng hơn. Trận lũ lụt này khiến 435 người thiệt mạng.

## Mùa bão và tên bão

### Tổng quan mùa bão
| Tên bão                      | Thời gian hoạt động     | Cấp độ cao nhất           | Sức gió duy trì    | Áp suất              | Khu vực tác động                                                     | Tổn thất (USD) | Số người chết | Tham khảo                   |
| ---------------------------- | ----------------------- | ------------------------- | ------------------ | -------------------- | -------------------------------------------------------------------- | -------------- | ------------- | --------------------------- |
| Ana                          | 20 tháng 1 – 26 tháng 1 | Bão nhiệt đới ôn hòa      | 85 km/h (50 mph)   | 990 hPa (29,23 inHg) | Mauritius, Madagascar, Mozambique, Nam Phi, Malawi, Zimbabwe, Zambia | $25 triệu      | 142           | [ 18 ] [ 19 ] [ 20 ] [ 21 ] |
| Batsirai                     | 26 tháng 1 – 08 tháng 2 | Xoáy thuận nhiệt đới mạnh | 195 km/h (120 mph) | 934 hPa (27,58 inHg) | Mauritius, Réunion, Madagascar                                       | $190 triệu     | 123           | [ 22 ] [ 23 ] [ 24 ]        |
| Cliff                        | 03 tháng 2 – 05 tháng 2 | Bão nhiệt đới ôn hòa      | 75 km/h (45 mph)   | 994 hPa (29,35 inHg) | Không có                                                             | None           | 0             |                             |
| Dumako                       | 11 tháng 2 – 18 tháng 2 | Bão nhiệt đới ôn hòa      | 85 km/h (50 mph)   | 993 hPa (29,32 inHg) | Madagascar, Mozambique                                               | $1 triệu       | 14            | [ 25 ]                      |
| Emnati                       | 15 tháng 2 – 24 tháng 2 | Xoáy thuận nhiệt đới mạnh | 175 km/h (110 mph) | 940 hPa (27,76 inHg) | Mauritius, Réunion, Madagascar                                       | $1 triệu       | 15            | [ 26 ]                      |
| Fezile                       | 16 tháng 2 – 18 tháng 2 | Bão nhiệt đới ôn hòa      | 85 km/h (50 mph)   | 980 hPa (28,94 inHg) | Không có                                                             | None           | 0             |                             |
| Vernon                       | 26 tháng 2 – 04 tháng 3 | Xoáy thuận nhiệt đới mạnh | 195 km/h (120 mph) | 950 hPa (28,05 inHg) | Không có                                                             | None           | 0             |                             |
| 08R                          | 26 tháng 2 – 27 tháng 2 | Bão nhiệt đới trung bình  | 75 km/h (45 mph)   | 995 hPa (29,38 inHg) | Không có                                                             | None           | 0             |                             |
| Gombe                        | 05 tháng 3 – 17 tháng 3 | Xoáy thuận nhiệt đới mạnh | 165 km/h (105 mph) | 960 hPa (28,35 inHg) | Madagascar, Mozambique, Malawi                                       | $95 triệu      | 72            | [ 27 ] [ 28 ] [ 29 ]        |
| Halima                       | 20 tháng 3 – 01 tháng 4 | Xoáy thuận nhiệt đới mạnh | 195 km/h (120 mph) | 939 hPa (27,73 inHg) | Không có                                                             | None           | 0             |                             |
| Issa                         | 12 tháng 4 – 13 tháng 4 | Áp thấp cận nhiệt đới     | 95 km/h (60 mph)   | 994 hPa (29,35 inHg) | Nam Phi                                                              | >$1,57 tỷ      | 435           | [ 30 ] [ 31 ] [ 32 ]        |
| Jasmine                      | 21 tháng 4 –27 thấng 4  | Bão nhiệt đới dữ dội      | 95 km/h (60 mph)   | 991 hPa (29,26 inHg) | Comoros, Mozambique                                                  | None           | 3             |                             |
| Karim                        | 05 tháng 5 –07 tháng 5  | Bão nhiệt đới trung bình  | 75 km/h (45 mph)   | 994 hPa (29,35 inHg) | Không có                                                             | None           | 0             |                             |
| Tổng tỷ số mùa bão           |                         |                           |                    |                      |                                                                      |                |               |                             |
| 13 XTNĐ (Batsirai mạnh nhất) | 20 tháng 1 – 07 tháng 5 |                           | 195 km/h (120 mph) | 934 hPa (27,58 inHg) |                                                                      | $1,88 tỷ       | 804           |                             |

### Tên bão
Ở phía Tây Nam Ấn Độ Dương, áp thấp nhiệt đới và bão nhiệt đới có tốc độ gió kéo dài 10 phút: 65 km/h (40 mph) trở lên thì Trung tâm Khí tượng Chuyên ngành Khu vực trên đảo La Réunion, Pháp (RSMC La Réunion) thường được gắn một cái tên. Tuy nhiên, chính các Trung tâm Tư vấn Bão nhiệt đới Tiểu vùng ở Mauritius và Madagascar đã đặt tên cho các hệ thống này. Trung tâm tư vấn Bão nhiệt đới tiểu vùng ở Mauritius đặt tên cho một cơn bão nên nó sẽ mạnh lên thành một cơn bão nhiệt đới vừa phải trong khoảng từ 55°E đến 90°E. Nếu thay vào đó, một cơn bão mạnh lên thành một cơn bão nhiệt đới vừa phải trong khoảng từ 30°E đến 55°E thì Trung tâm Tư vấn Bão nhiệt đới Tiểu vùng ở Madagascar chỉ định tên thích hợp cho cơn bão. Bắt đầu từ mùa bão 2016-17, danh sách tên trong vùng Tây Nam Ấn Độ Dương sẽ được luân chuyển trên cơ sở ba năm một lần. Tên bão chỉ được sử dụng một lần, do đó, bất kỳ tên bão nào được sử dụng trong năm nay sẽ bị xóa khỏi danh sách và được thay thế bằng tên mới cho mùa bão 2024-25. Những cái tên không được sử dụng dự kiến sẽ được sử dụng lại trong danh sách cho mùa bão 2024-25. Những tên mới gồm: Ana, Batsirai, Cliff, Dumako, Emnati, Fezile, Gombe, Halima, Issa, Jasmine, Karim và Letlama, thay thế Alcide, Bouchra, Cilida, Desmond, Eketsang, Funani, Gelena, Haleh, Idai, Joaninha, Kenneth và Lorna trong mùa bão năm 2018–19.
| Tên bão                                                  | Tên bão                | Tên bão                | Tên bão                |
| -------------------------------------------------------- | ---------------------- | ---------------------- | ---------------------- |
| Ana                                                      | Batsirai               | Batsirai               | Cliff                  |
| Dumako                                                   | Emnati                 | Emnati                 | Fezile                 |
| Gombe                                                    | Halaima                | Halaima                | Issa                   |
| Jasmine                                                  | Karim                  | Karim                  | Letlama (chưa sử dụng) |
| Maipelo (chưa sử dụng)                                   | Njazi (chưa sử dụng)   | Njazi (chưa sử dụng)   | Oscar (chưa sử dụng)   |
| Pamela (chưa sử dụng)                                    | Quentin (chưa sử dụng) | Quentin (chưa sử dụng) | Rajab (chưa sử dụng)   |
| Savana (chưa sử dụng)                                    | Themba (chưa sử dụng)  | Themba (chưa sử dụng)  | Uyapo (chưa sử dụng)   |
| Viviane (chưa sử dụng)                                   | Walter (chưa sử dụng)  | Walter (chưa sử dụng)  | Xangy (chưa sử dụng)   |
| Yemurai (chưa sử dụng)                                   | Yemurai (chưa sử dụng) | Zanele (chưa sử dụng)  | Zanele (chưa sử dụng)  |
| Tên bão từ khu vực Úc di chuyển sang sẽ được giữ nguyên: |                        |                        |                        |
| Vernon                                                   |                        |                        |                        |